# Skra Warszawa (rugby)

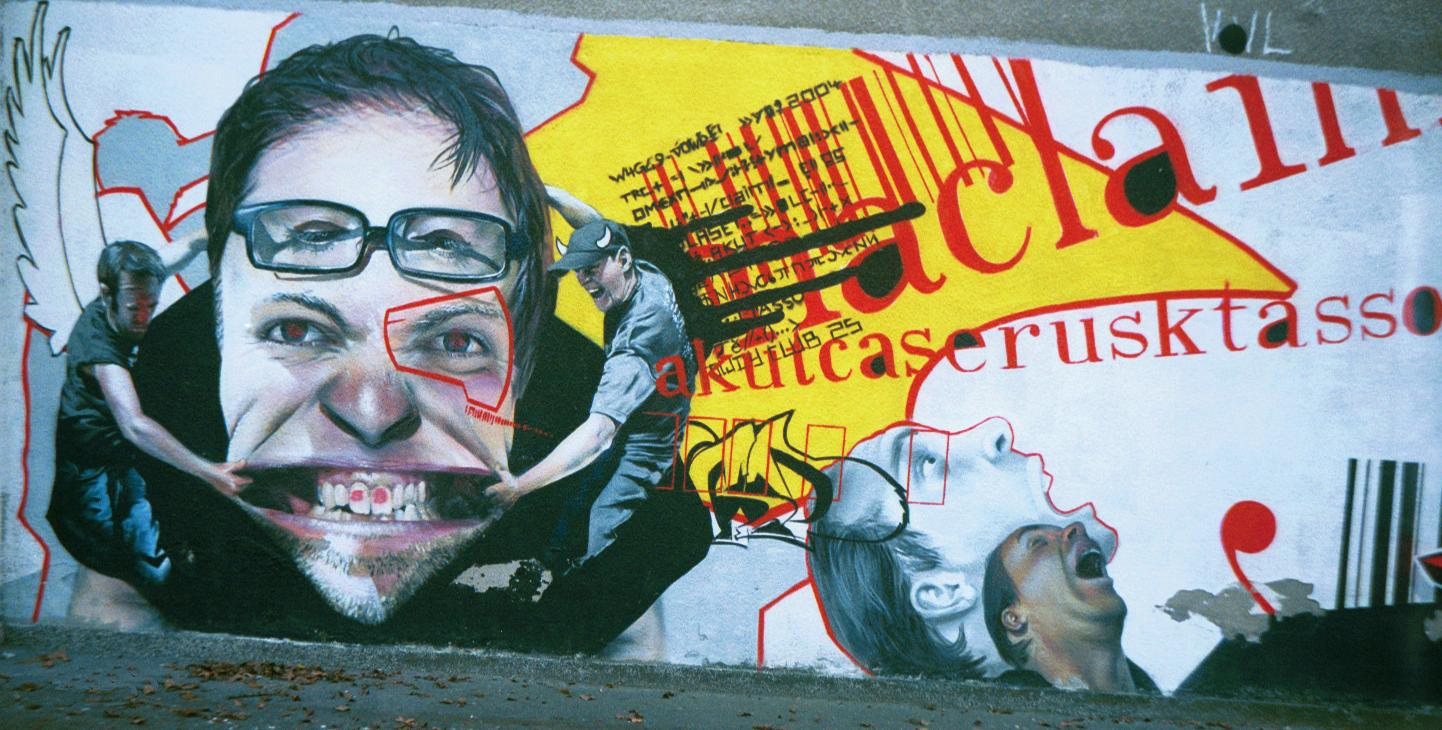
Graffiti na ścianach stadionu

Skra Warszawa – sekcja Ochockiego Klubu Sportowego Skra mającego siedzibę w Warszawie. Nazwa klubu jest pochodną skrótu – Sportowy Klub Robotniczo-Akademicki.
Po awansie z I ligi w sezonie 2014/2015, klub występuje w Ekstralidze rugby.

## Największe sukcesy
- Mistrzostwo Polski: 1964, 1965, 1966, 1967, 1968, 1969
- Puchar Polski: 1976
- Mistrzostwo Polski juniorów: 1968, 1970, 1981
- Mistrzostwo Polski kadetów: 2004
- Mistrzostwo Polski młodzików siódemek: 2006